# Guillaume Rousé
 (octobre 2023).
Guillaume Rousé est un batteur français né le 25 décembre 1970 , connu notamment pour avoir fait partie du groupe pop rock Superbus de 1999 à 2006.
 Il a par la suite été remplacé par Greg Jacks et a rejoint le groupe La Phaze où il est surnommé « Rouzman » jusqu'en 2012.  Il joue également avec Damny, Nevrax vs Rouzman, et The Cash Stevens.
Guillaume Rousé est le seul batteur français endorsé par Orange County Drum & Percussion[pas clair]. Il a aussi sa marque de Batterie avec deux amis Think custom drums![réf. nécessaire]